# زمانی برای مردن نیست
زمانی برای مردن نیست یا وقت مردن نیست (انگلیسی: No Time To Die) یک فیلم جاسوسی به کارگردانی کری فوکوناگا است که در سال ۲۰۲۱ منتشر شد. این بیست و پنجمین فیلم در مجموعهٔ جیمز باند به‌شمار می‌آید و توسط ایون پروداکشنز تولید شده‌است. فیلم‌نامه این فیلم توسط فوکوناگا با همراهی فیبی والر-بریج و اسکات زد. برنس بر پایهٔ شخصیت جیمز باند اثر ایان فلمینگ به رشته تحریر درآمده است. دنیل کریگ برای بار پنجم و آخر در نقش این مأمور ویژه ام‌آی۶ ظاهر شده‌است. ریف فاینز، لئا سیدو، نائومی هریس، بن ویشاو، روری کینیار و جفری رایت همگی نقش‌های خود در چهار فیلم قبلی را در اینجا نیز تکرار کرده‌اند و رامی ملک، آنا د آرماس، بیلی مگنوسن و دیوید دنسیک به عنوان بازیگران جدید به گروه اضافه شده‌اند. داستان فیلم دربارهٔ مأمور ۰۰۷، یعنی جیمز باند است که درگیر پرونده پیچیده ربوده شدن یک دانشمند می‌شود. زمانی برای مردن نیست نخستین فیلم مجموعه جیمز باند است که یونیورسال استودیوز پخش جهانی آن را برعهده دارد. پیش‌تر، این وظیفه برعهده شرکت کلمبیا پیکچرز بود.
بعد از موفقیت اسپکتر (۲۰۱۵) در گیشه، سونی پیکچرز ساخت دنباله‌ای برای آن را در راستای کار قرار داد اما سام مندس حاضر به همکاری دوباره نشد و دنیل کریگ نیز اعلام کرد کارش با نقش جیمز باند تمام شده‌است. کار تولید از بهار ۲۰۱۶ آغاز شد و کریگ قبول کرد تا برای آخرین‌بار نقش جیمز باند را ایفا کند. دنی بویل نخستین گزینه کارگردانی بود و حتی به همراه جان هاج یک طرح داستانی نیز به کمپانی ارائه داد اما به خاطر اختلاف نظر در ساخت فیلم در اوت ۲۰۱۸ از پروژه انصراف داد و کری فوکوناگا جای او را گرفت. پیش از فوکوناگا، کمپانی به کریستوفر نولان و دنی ویلنوو پیشنهاد ساخت فیلم را داده بود اما هردو این پیشنهاد را به خاطر هم‌زمانی با پروژه‌های خود رد کردند. تصویربرداری اصلی این پروژه از آوریل تا اکتبر ۲۰۱۹ تحت عنوان کاری باند ۲۵ به‌طول انجامید. علت طولانی شدن فیلم‌برداری، آسیب‌دیدن دنیل کریگ در هنگام بازی در یکی از سکانس‌های اکشن بود که برای مدتی وی را خانه‌نشین کرد. عنوان نهایی فیلم در اوت ۲۰۱۹ اعلام شد. اجرای ترانهٔ تیتراژ فیلم بر عهدهٔ بیلی آیلیش بود.
مراسم افتتاحیهٔ زمانی برای مردن نیست در ۲۸ سپتامبر ۲۰۲۱ در سالن رویال آلبرت هال برگزار شد و سپس در ۳۰ سپتامبر به‌صورت سینمایی در بریتانیا اکران شد. اکران این فیلم به‌دلیل همه‌گیری کووید-۱۹ با چندین تأخیر روبه‌رو شده بود. این فیلم با نقدهای مثبت منتقدان همراه بود و در زمینه عملکرد تیم بازیگری (به خصوص ملک و کریگ)، صحنه‌های اکشن، ارزش‌های تولید و موسیقی هانس زیمر ستایش شد هر چند به خاطر زمان طولانی و کند بودن روند داستان مورد انتقاد قرار گرفت. این فیلم بیش از ۷۷۴ میلیون دلار در جهان فروش داشته‌است و به چهارمین فیلم پرفروش ۲۰۲۱ تبدیل شده‌است.

## داستان
پنج سال بعد از وقایع پروندهٔ اسپکتر، جیمز باند خود را بازنشسته کرده و در جزایر جامائیکا مشغول استراحت است. درست در زمانی که به نظر می‌رسد باند بعد از مدت طولانی قادر به تجربهٔ یک زندگی عادی است، دوست قدیمی وی و یکی از جاسوسان سی‌آی‌اِی به سراغش آمده و از او درخواست کمک می‌کند و همین مسئله پای باند را به پروندهٔ ربوده‌شدن یک دانشمند باز می‌کند. به زودی مشخص می‌شود که تروریستی مرموز مسئول این کار است و دنیا در آستانهٔ مواجهه با خطری است که پیش‌تر آن را تجربه نکرده‌است.

## بازیگران
- دنیل کریگ در نقش جیمز باند
- رامی ملک در نقش لیوتسیفر سافین
- لئا سیدو در نقش مادلین سوان
- نائومی هریس در نقشایو مانیپنی
- جفری رایت در نقش فلیکس لایتر
- رالف فاینز در نقش گرث مالوری (ام)
- بن ویشاو در نقش کیو
- روری کینیار در نقش بیل تنر
- آنا د آرماس در نقش پالوما
- کریستف والتس در نقش فرانز اوبرهاوزر (ارنست استاورو بلوفلد)
- دیوید دنسیک در نقش والدو ابروچف
- بیلی مگنوسن در نقش لوگان اش
- لاشانا لینچ در نقش نومی

## جوایز و نامزدی‌ها
هفتاد و نهمین مراسم گلدن گلوب
- برنده گلدن گلوب بهترین ترانه اصلی

هفتاد و پنجمین دوره جوایز بفتا
- برنده بفتا بهترین تدوین فیلم
- نامزد بفتا بهترین فیلم بریتانیایی
- نامزد بفتا بهترین صدا
- نامزد بفتا بهترین فیلمبرداری
- نامزد بفتا بهترین جلوه‌های ویژه

نود و چهارمین دوره جوایز اسکار
- برنده اسکار بهترین ترانه اصلی
- نامزد اسکار بهترین صداگذاری
- نامزد اسکار بهترین جلوه‌های ویژه

## موسیقی
در ژانویهٔ ۲۰۲۰ بیلی آیلیش به عنوان اجراکنندهٔ ترانهٔ تم اصلی معرفی شد. این ترانه با نام «زمانی برای مردن نیست» در ۱۳ فوریهٔ ۲۰۲۰ منتشر شد. آیلیش با ۱۸ سال سن، جوان‌ترین هنرمندی است که تم اصلی فیلم جیمز باند را اجرا کرده‌است.